# Fouesnant
Fouesnant (Bretons: Fouen) is een gemeente in het Franse departement Finistère, in de regio Bretagne. De plaats maakt deel uit van het arrondissement Quimper. Fouesnant telde op 1 januari 2022 10.204 inwoners.

## Geografie
De oppervlakte van Fouesnant bedroeg op 1 januari 2022 32,76 vierkante kilometer; de bevolkingsdichtheid was toen 311,5 inwoners per km².

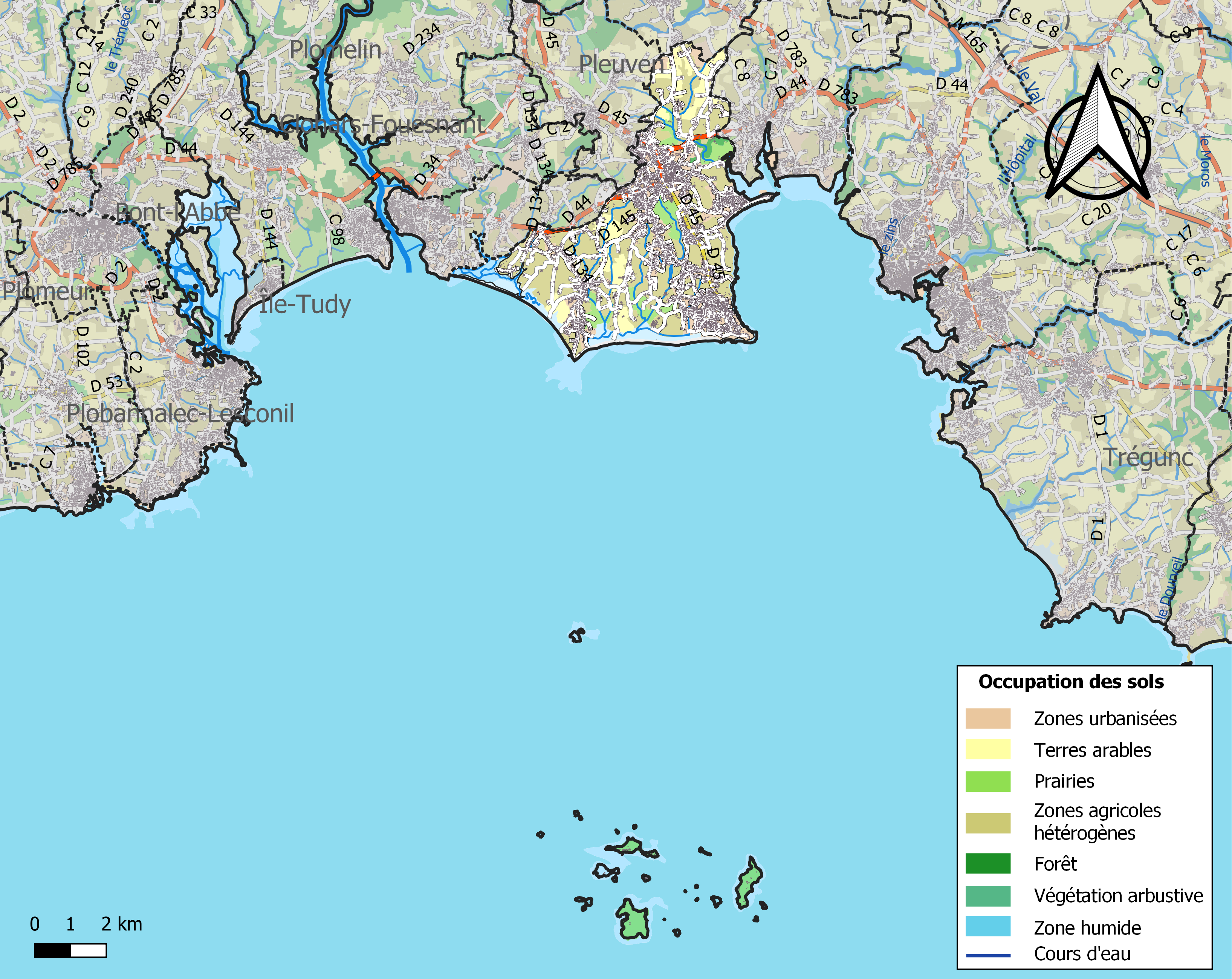
Kaart van de gemeente met belangrijkste infrastructuur, bodemgebruik en omliggende gemeenten

## Demografie
Onderstaande figuur toont het verloop van het inwonertal (bron: INSEE-tellingen).

## Afbeeldingen

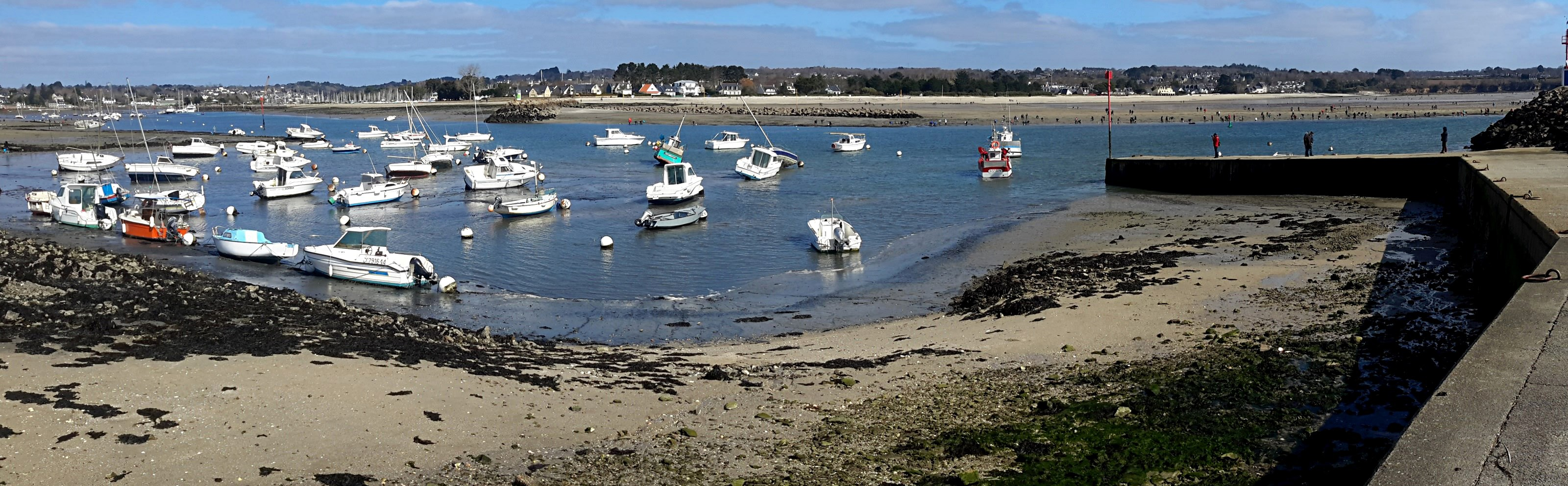
Cap Coz
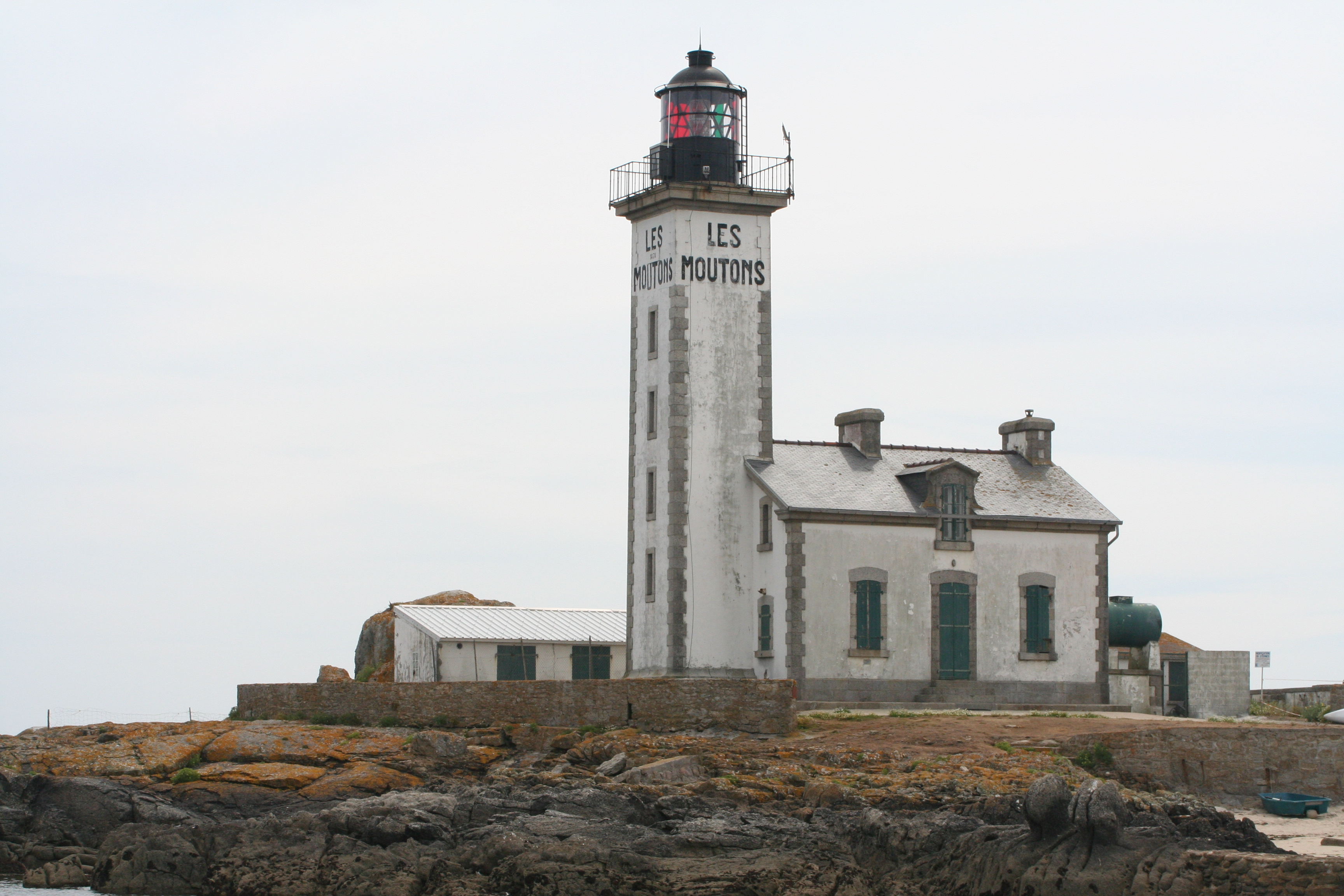
Vuurtoren van het Île aux Moutons
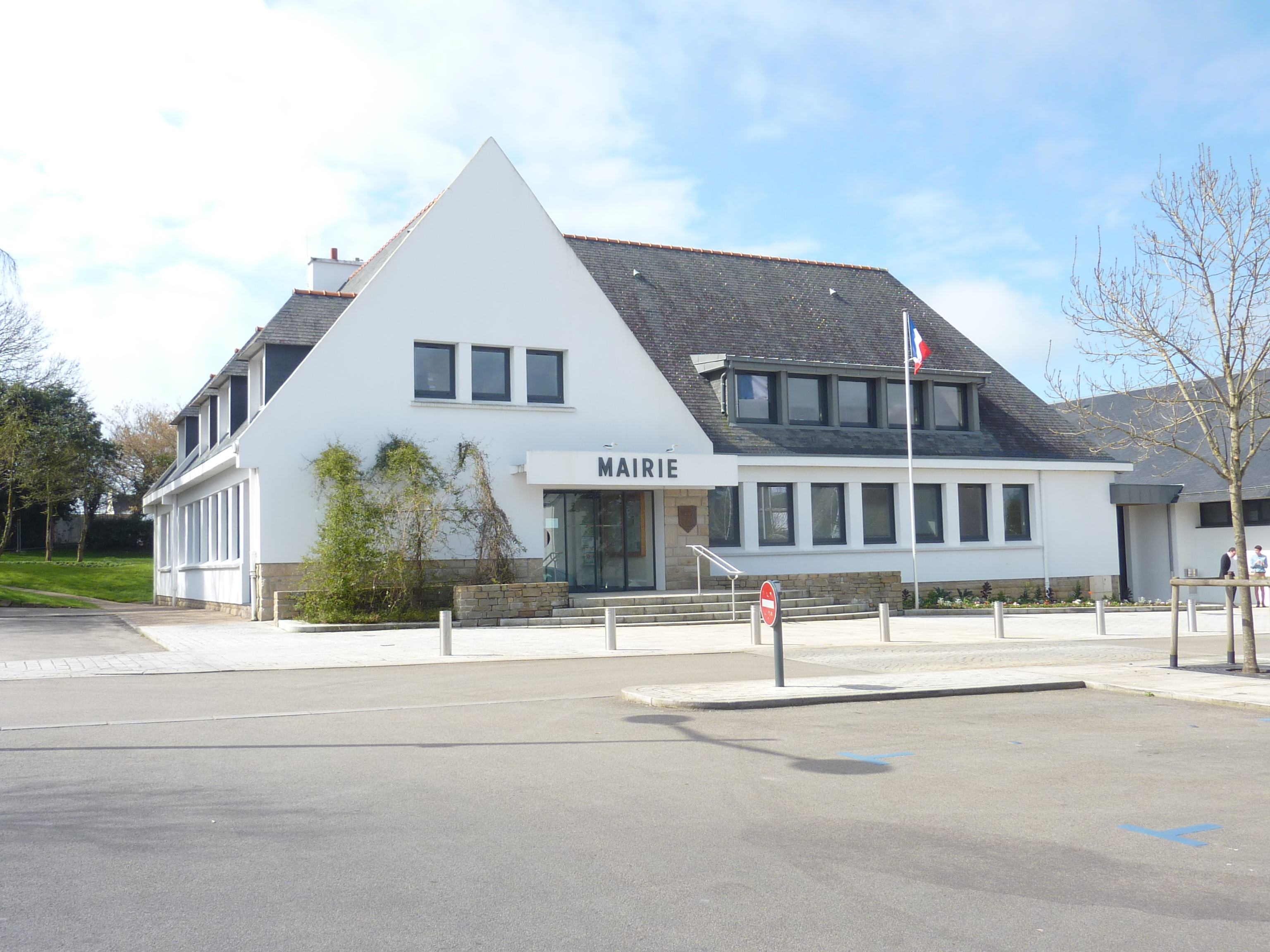
Gemeentehuis

Bénodet · Clohars-Fouesnant · La Forêt-Fouesnant · Ergué-Gabéric · Fouesnant · Gouesnach · Pleuven · Saint-Évarzec